# Klima (Historische Geographie)
Ein Klima war in der antiken Geographie ein Breitenkreis oder eine Breitenzone der Erde oder ihres bewohnten Teils, der Oikumene. Breitenkreise wurden meist anhand der Tageslänge zur Sommersonnenwende bestimmt und durch den Einfallswinkel der Sonneneinstrahlung oder typische Witterungsbedingungen charakterisiert. Diese Charakteristika verbanden sie mit zonalen Modellen zur Einteilung der Erde in Breitengürtel, die durch die ihnen zugeschriebenen Witterungsverhältnisse und Bewohnbarkeit definiert waren und die neben die Einteilung in die damals bekannten Kontinente Europa, Asien und meist „Libyen“ (in etwa Afrika) traten. Klimata und Witterungszonen wurden zur Erklärung natürlicher und kultureller Phänomene und Vorstellungen herangezogen. In Europa, in der arabischen und islamischen Welt waren sie im Mittelalter und bis weit in die Neuzeit hinein wichtiges Element geo- und ethnographischen Denkens.
Das lateinische Wort clima, griechisch κλίμα klíma, stand ursprünglich für die „Neigung der Erde vom Äquator gegen die Pole“. Nach der Zeitenwende bezeichnete clima eine „Himmelsgegend, Zone“, in der Spätantike die für eine Zone typischen Witterungsverhältnisse. Dem nahe kommt das heute im Deutschen verwendete „Klima“, ein „für ein bestimmtes Gebiet alljährlich wiederkehrender und daher charakteristischer Witterungsablauf“ (→ Klima).

## Antike Zonenlehre

### Zonale Einteilungen der Erde

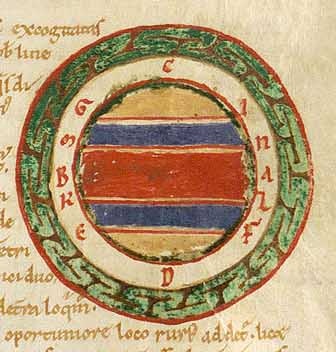
Die fünf Erdzonen aus dem Somnium Scipionis des Macrobius (ca. 390 – ca. 430)

Bereits in vorsokratischer Zeit gingen viele Gelehrte davon aus, dass die Erde eine sphärische Form hat. Pythagoras (um 570–495 v. Chr.) und Parmenides (ca. 540–470 v. Chr.) schlossen aus theoretischen Überlegungen auf ihre Kugelgestalt. Parmenides legte über diese gesamte Erdsphäre fünf Zonen, die durch den sich ändernden Winkel zwischen dem Einfall der Sonnenstrahlung und der gekrümmten Erdoberfläche gekennzeichnet waren. Er unterschied eine „verbrannte Zone“ in der Mitte, die der nubischen Wüste entsprach, eine gemäßigte Mediterranzone und eine kalte Zone im Norden, für die winterlicher Schneefall und Frost charakteristisch waren. Symmetrisch zu der äquatorialen verbrannten Zone vermutete er auf der Südhemisphäre zwei weitere Zonen, eine gemäßigte und eine kalte. Die verbrannten und kalten Zonen galten als unbewohnbar; es waren, so in den Werken späterer lateinisch schreibender Gelehrter, zona inhabitabilis.
Dieser Teilung in fünf Breitengürtel – für die Angabe exakter, linienförmiger Breitengrade fehlten die geographischen Möglichkeiten – folgten viele Denker, so vor allem Aristoteles (384–322 v. Chr.), dessen Meinung lange maßgeblich blieb. Polybios (um 200–120 v. Chr.) unterteilte die verbrannte Zone längs des Äquators nochmals in zwei Teilzonen. Poseidonios (131–51 v. Chr.) führte zwei weitere schmale Teilzonen um den Äquator ein, um die bewohnten von den, seiner Vorstellung nach, wegen zu großer Hitze in Äquatornähe unbewohnbaren Tropen zu unterscheiden. Er verband auch, wie Strabon später bemerkte, die Zonen und ihre Grenzen mit Ideen von in ihnen lebenden Völkerschaften, indem er von einer äthiopischen, einer skytho-keltischen und der gemäßigten Zone schrieb. Manche Autoren, darunter Strabon (um 63 v. Chr. – 23 n. Chr.), diskutierten die Abgrenzungskriterien der Zonen. Neben der Bewohnbarkeit wurde der Schattenwurf des Gnomon verwendet zur Bestimmung zweier Wendekreise, auf denen der Sonnenstab zur Sommersonnenwende mittags keinen Schatten wirft, und zweier Polarkreise, auf denen gerade einmal im Jahr die Sonne nicht untergeht.
Die Fünfteilung der gesamten Erde – und nicht nur der bekannten Oikumene – ließ Raum, häufig geleitet von der Vorstellung einer symmetrisch geordneten Welt, über eine bewohnbare oder sogar bewohnte Antökumene bzw. Antipoden auf der Südhemisphäre zu spekulieren, wie es Krates von Mallos im zweiten Jahrhundert v. Chr. oder der römische Geograph Pomponius Mela um 44 n. Chr. taten.

## Klimata
Im fünften vorchristlichen Jahrhundert hatten sich Bezeichnungen für die Himmelsrichtungen nach dem Tagesgang der Sonne etabliert. Die dem Anaximander (610–547 v. Chr.) zugeschriebene Erfindung des Schattenstabs (Gnomons) erlaubte die Messung der Sonnenhöhe. In Verbindung mit Jahrestag und Tageszeit der Messung wurde es damit möglich, die Breite eines Ortes zu bestimmen. Dies war die Basis der Idee von Breitenkreisen, d. h. von Ost-West-orientierten Parallelen zum Äquator, die mit ihrer Neigung gegen den Äquator bzw. den Pol – also ihrem klíma – eine quantitative, zur Positionsbestimmung geeignete Größe hatten, aber auch mit der Idee von durch die Sonnenhöhe bestimmten Witterungsverhältnissen und damit eng mit den Klimazonen verbunden waren.
Der russische Wissenschaftshistoriker Dmitriy A. Shcheglov unterscheidet drei Stufen in der Entwicklung des Klimata-Konzeptes in der Antike: Zuerst wurde mit einem Klima die Breite eines einzelnen Ortes bezeichnet, dann wurden verschiedene Systeme von Klimata entworfen und schließlich etablierte sich eines als maßgebliches System.

### Griechisch-römische Antike

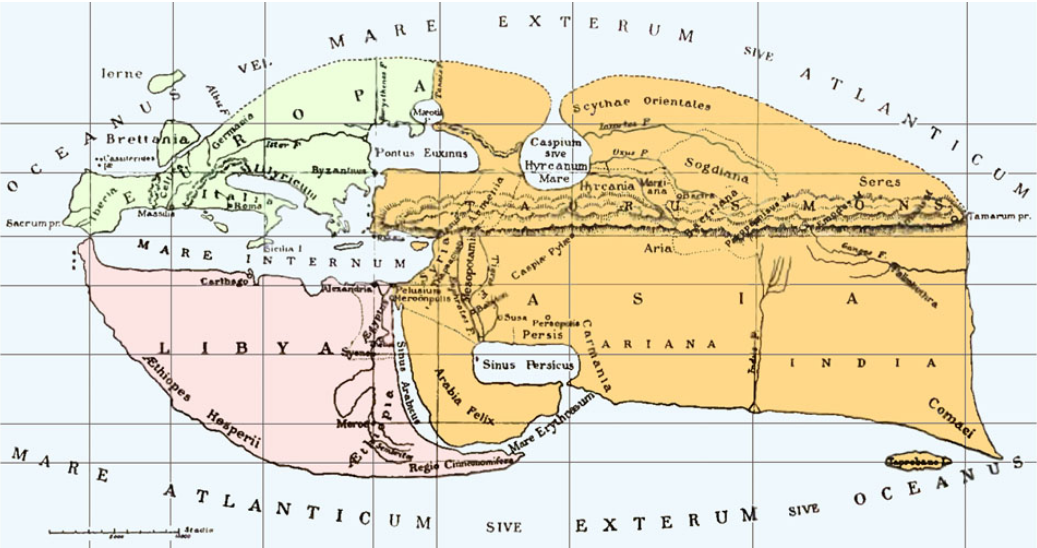
Rekonstruktion von Strabons Karte der bewohnten Welt, der die Klimalehren von Eratosthenes, Hipparchos und Poseidonius diskutierte, mit einigen Breitenkreisen (von Süd nach Nord): durch das Zimtland und Taprobana, dann durch Meroe, Suene, Alexandria, Rhodos, Byzanz und schließlich durch die Borysthenes-Mündung und Nordspitze Britanniens

Eudoxos von Knidos (um 395–340 v. Chr.) war, nach Shcheglov und anderen, derjenige, der das Konzept des Klimas einführte.
Eratosthenes (ca. 276–194 v. Chr.) entwickelte ein Modell des bewohnten Teils der Erde aus sieben Breitenzonen. Die Siebenteilung blieb, in verschiedenen Abwandlungen, bis in das Mittelalter hinein einflussreich. Eratosthenes verwendete zur Festlegung seiner Breiten unter anderem Messungen, die Pytheas im 4. Jh. v. Chr. auf seiner Erkundungsfahrt um Britannien über die Shetlandinseln bis nach Island oder zur skandinavischen Halbinsel gemacht hatte. Bei Eratosthenes und vielen anderen Autoren, zuerst wahrscheinlich bei Dikaiarchos (ca. 375/350–285 v. Chr.), findet sich ein zum Äquator paralleler, Diaphragma genannter Breitenkreis durch die Säulen des Herakles (Straße von Gibraltar), weiter durch das Mittelmeer und – je nach geographischem Kenntnisstand – weitere östlich gelegene Orte, bei Eratosthenes gehörten dazu Athen, Rhodos und Indien. Der Diaphragma teilte die Oikumene in eine Nord- und Südhälfte.
Hipparchos (um 190–120 v, Chr.) war es wohl, der erstmals die Bezeichnung „Klimata“ für die Zonen zwischen parallelen Breiten verwendete; er passte Eratosthenes’ Modell so an, dass Zonen gleicher Breite entstanden. Als Grenze der bewohnbaren Welt im Norden ging er von der Tageslänge von 17 Stunden aus. Poseidonios (131–51 v. Chr.) griff dieses Modell auf. Er stellte fest, dass die in den verschiedenen Zonen vorherrschenden Temperaturen durch die – von ihrem Einfallswinkel abhängige – Sonneneinstrahlung bestimmt waren. Seine Klimazonen verband Poseidonios nach der Dauer des längsten Tages mit sieben Orten in etwa gleicher geographischer Länge, von Süden nach Norden:
- I: 13 Stunden, Meroe, eine Nilinsel in der Mitte des heutigen Sudan
- II: 13,5 Stunden, Suene (Assuan), südliches Ägypten
- III: 14 Stunden, Alexandria, Nordägypten
- IV: 14,5 Stunden, Rhodos, im Mittelmeer
- V: 15 Stunden, Hellespont (Dardanellen)
- VI: 15,5 Stunden, Mesupontu, die Mitte des Schwarzen Meeres
- VII: 16 Stunden, Borysthene, die Mündung des Dnepr in das Schwarze Meer

Grenzen der bewohnten Welt waren, nach Poseidonios, im Süden das Zimtland am Horn von Afrika mit 12,5 Stunden und im Norden Thule mit 20 Stunden Sonnenscheindauer zur Sommersonnenwende.
Claudius Ptolemäus (um 100–160 n. Chr.) wollte, aufbauend auf Arbeiten des Marinos von Tyros (um 110 n. Chr.), auf Basis solider astronomischer Prinzipien die Grundlagen schaffen, mit denen sich künftig Karten der bekannten Welt erstellen ließen. Er zog in seiner Geographike Hyphegesis 21 Parallelen zwischen Äquator und Thule und eine weitere südlich des Äquators. Die bewohnte Welt lag, nach Ptolemäus, zwischen der vierten und einundzwanzigsten Parallele, zwischen Meroe und „Thule“ (etwa auf Höhe der Shetlandinseln). Die parallelen Breitenkreise versah er mit Angaben zur Dauer des längsten Tages, zum Breitengrad und – soweit Ptolemäus die Breiten in der bewohnten Welt verortete – zu einer von sieben Klimazonen, die er, ähnlich wie Poseidonius, in Halbstundenschritten zwischen 13 und 17 Stunden Tagesdauer zur Sonnenwende definierte. Ptolemäus ging davon aus, dass auf ein und derselben Parallele ähnliche Witterungsbedingungen herrschten, und er war davon überzeugt, dass Tiere und Pflanzen einer Parallele sich ähnelten. Ptolemäus’ Kartengrundlage und seine Angaben zu den Klimata wurden zur Zeit der Renaissance, im 15. und 16. Jh., aufgegriffen und galten als autoritativ.
Der karthagische Schriftsteller Martianus Capella (wahrscheinlich im 5. Jh. n. Chr.) fügte eine zu den sieben Klimazonen achte nördliche Klimazone um Riphäen hinzu, einem nicht näher lokalisierbaren Gebirge, das in der antiken Vorstellung den Nordrand der bewohnten Welt markierte.

### Arabische und islamische Welt seit der Spätantike

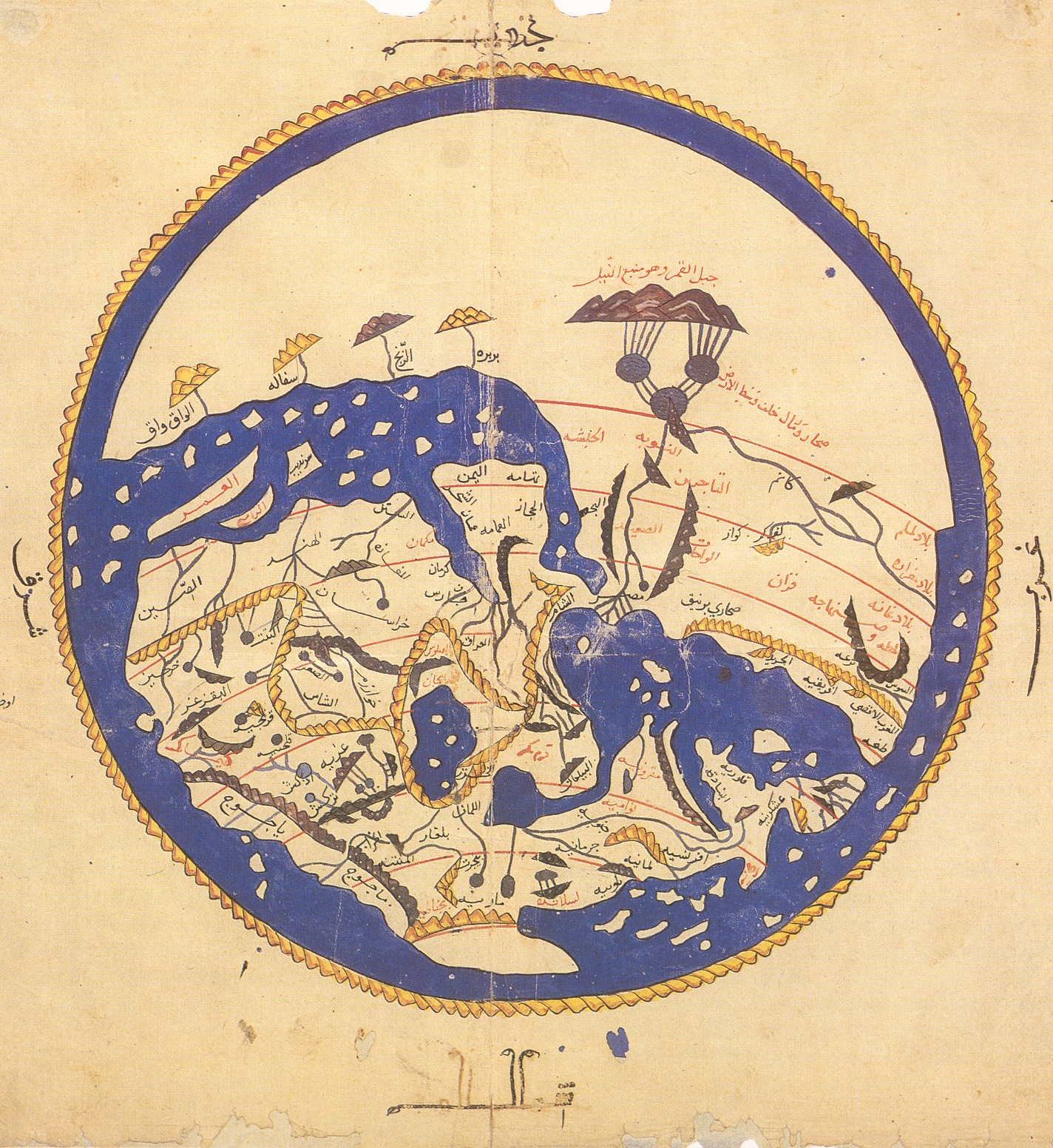
Weltkarte des al-Idrisi (1154 n. Chr., Süden ist oben), die Breitenkreise sind halbkreisförmig von etwas oberhalb der Kartenmitte nach unten hin erkennbar

Auch in Schriften aus dem spätantiken syrischen und arabischen Raum finden sich die antiken Klimata. Theon, ein im 4. Jahrhundert im damals oströmischen Alexandria lebender Astronom, ergänzte eine durch Byzanz laufende Zone. Der syrische Gelehrte Jakob von Edessa (ca. 633–708) gab die Tageslänge zur Sommersonnenwende auf Thule, im nördlichen, mythologischen Okeanos, mit 20 Stunden an, weiter nördlich gäbe es unbewohntes Land mit rauem Klima und einer Tageslänge von bis zu 23 Stunden.
Verbreitet geht die Forschung davon aus, dass die Lehre von den Klimata über die Schriften des Ptolemäus Eingang in die islamische Welt fand. In der arabischen und islamischen Geographie war die Darstellung der sieben Klimata weit verbreitet. Die choresmischen Gelehrten al-Chwarizmi, der um 820 in Bagdad wirkte, und al-Bīrūnī (973–1048) ordneten den Klimata östlicher gelegene Orte zu, bei al-Bīrūnī zum Beispiel: im II. Klima Mahra und Saba im Süden der arabischen Halbinsel, im III. Klima Tanga, im IV. Klima Adarbaigan (Atropatene, heute in etwa Ost-Aserbaidschan), im V. Klima u. a. Samarkand und Buchara und im VI. Klima at-Tuguzguz. Der wohl bekannteste arabische Geograph, al-Idrisi, zeigte die sieben Klimata des Ptolemäus auf seiner Weltkarte von 1154. Im geographischen Wörterbuch des Geographen Yāqūt ar-Rūmī, das um 1229 veröffentlicht wurde, sind die aqālīm anhand der Dauer des längsten Tages festgelegte Breitenbänder entlang der Erdoberfläche. Sie würden die Entfernung eines Ortes von der Sonne und damit seine relative Kälte oder Hitze anzeigen. Auch ar-Rūmī hielt die Einteilung der bewohnten Welt in sieben Zonen entlang von Halbstundenschritten (bei ihm von 12,5 bis 16,5 Stunden) für die vernünftigste.

### Europäisches Mittelalter und Neuzeit
Der englische Schriftsteller John Gower (um 1330–1408) ordnete in seiner Confessio Amantis die sieben bekannten „Planeten“ je einem von ihnen beherrschten Klima zu. Er glaubte, dass sie Einfluss auf die Bewohner ihrer Zonen hätten.
Mit der zu Beginn des 15. Jh. fertiggestellten Übersetzung von Ptolemäus’ Geographike in das Lateinische  erfuhr die von ihm dargestellte Lehre von den Klimata vielfache Rezeption im Europa des Spätmittelalters und der Renaissance, so auf dem Ende des 15. Jh. geschaffenen Behaim-Globus, dem ältesten erhaltenen Globus. Ähnlich wie Gower glaubte auch Martin Behaim an eine astrologische Bedeutung der Klimata, er meinte unter anderem:

„the planet moon rules the seventh clima. Her house is the Crab. The people of this climate are inconsistent, somnambulist. The longest day is 16 hours long“

„der Planet Mond regiert das siebte Klima. Seine Heimat ist der Krebs. Die Menschen dieses Klimas sind unbeständige Schlafwandler. Der längste Tag hat 16 Stunden.“

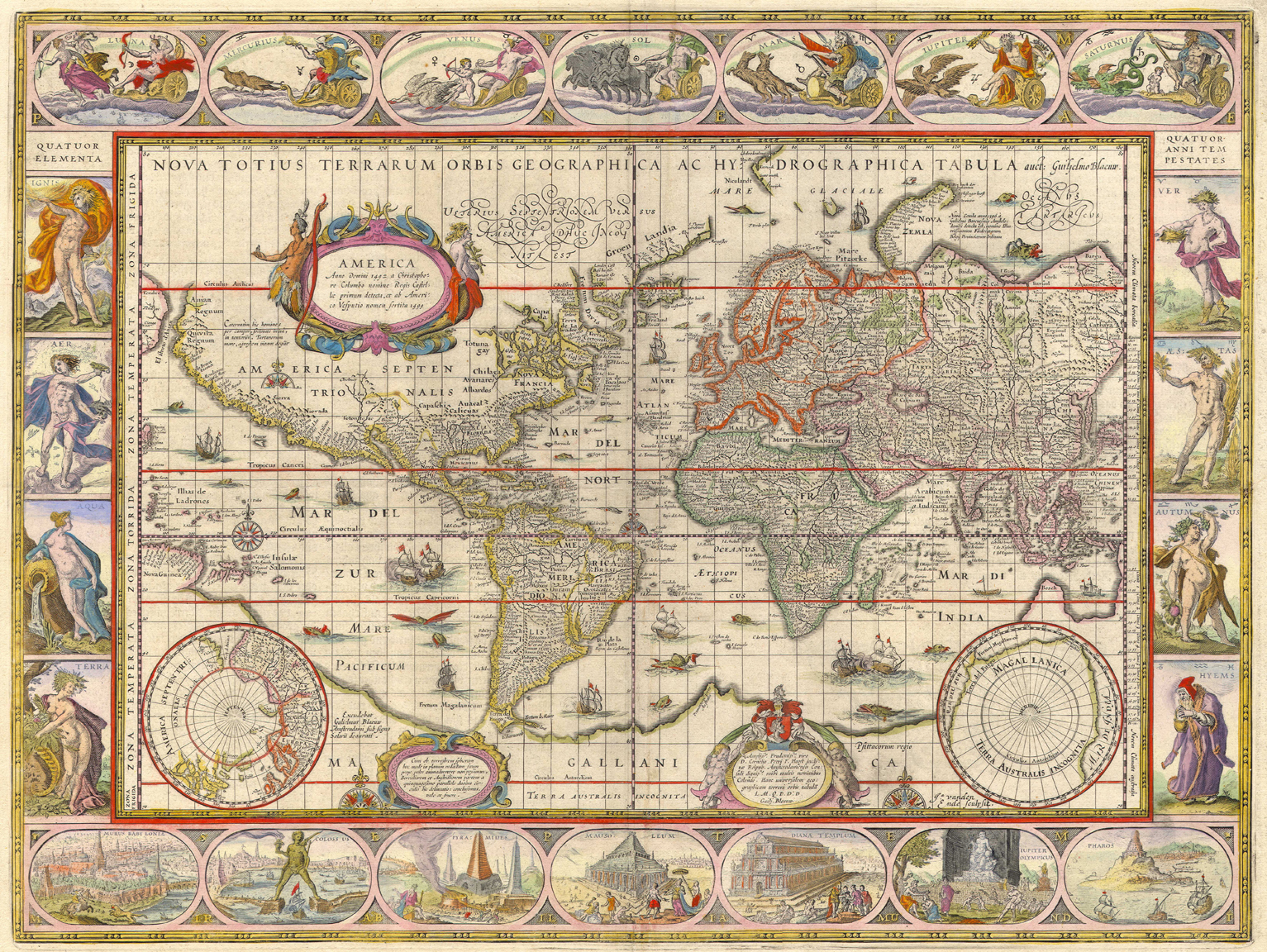
Weltkarte aus dem Atlas Maior, 1662–1665, mit Zona frigida, temperata und torrida, jeweils in Nord- und Südhemisphäre

Mit Bekanntwerden weiterer Regionen, vor allem im südlichen Afrika, wurden neue Klimata nach und nach ergänzt.
Ab Mitte des 16. Jh. wurde es allmählich üblich, Breiten in Grad anzugeben. Viele Kartographen gingen, um dennoch einen Eindruck von den ihrer Meinung nach typischen Witterungsbedingungen zu geben, wieder dazu über, die fünf Klimazonen der klassischen antiken Zonenlehre darzustellen. Auf Karten, die die seit der ersten Fahrt des Kolumbus 1492 bekannt werdende Neue Welt miteinbezogen, wurden diese Zonen auf Nord- und Südamerika ausgedehnt. Ein Beispiel ist der Atlas Maior der niederländischen Kartografen Willem und Joan Blaeu aus der zweiten Hälfte des 17. Jh.
Über die Botanik des 19. Jahrhunderts und die Vegetationsgruppen von de Candolles hat die Idee der fünf Klimazonen ihren Eingang in die Hauptklassen der auch heute noch verbreiteten Köppen-Geiger-Klassifikation des 20. Jahrhunderts gefunden.

## Ethnographische Vorstellungen
Klimata und Breitenzonen wurden von der Antike bis in die Neuzeit hinein nicht nur mit Vorstellungen von Eigentümlichkeiten der in ihnen lebenden Pflanzen und Tiere, sondern auch der sie bewohnenden Menschen und ihrer Kulturen verbunden.
Beispielhaft für antike Berichte über kulturelle Unterschiede ist die Schrift De Architectura (im 1. Jh. v. Chr.) des römischen Architekten Vitruv, der bemerkte, dass Gebäudetypen von den Witterungsbedingungen der geographischen Breite abhingen. Besonders aber befassten sich Gelehrte der damaligen Zeit mit mutmaßlichen Zusammenhängen zwischen der Breite, der Witterung und anderen Naturgegebenheiten und physiognomischen und charakterlichen Eigenschaften der dort lebenden Menschen und ihrer Gesundheit. Diese Theorien waren, besonders im antiken Griechenland, geprägt durch den vermeintlichen Gegensatz zwischen Hellenen und Barbaren.
In dem Hippokrates (ca. 460–370 v. Chr.) zugeschriebenen Werk De aere aquis et locis finden sich drei Klimazonen, die er mit ethnographischen Mutmaßungen verband: eine besonders günstige mittlere mit Griechenland und Kleinasien, eine nördliche, in der die Skythen lebten, und eine südliche, zu der Ägypten und Libyen gehörten. Körperliche und charakterliche Merkmale der Menschen werden in dem Werk als zu einem wesentlichen Teil durch die in diesen Zonen vorherrschenden Witterungsbedingungen und Zeiten des Sonnenscheins determiniert angesehen (→ Klimadeterminismus und Kulturklimatologie). Aristoteles verband staatstheoretische Ideen mit den Klimazonen: Er schrieb den Völkern des kalten Nordens zu, wild, mutig, aber auch dumm zu sein und über keine Kunstfertigkeit zu verfügen, sie könnten sich nicht politisch organisieren und über andere herrschen; die Völker Asiens, im Südosten, seien intelligent und künstlerisch begabt, aber kraftlos, deshalb seien sie immer unterworfen; die Griechen hätten an beiden Charakteren Anteil, seien energisch und intelligent – daher seien sie die bestregierte Nation und könnten vereinigt die Welt beherrschen.
Diese Theorien wurden immer wieder aufgegriffen und modifiziert, unter anderem in der Naturalis historia von Plinius dem Älteren (ca. 23–79 n. Chr.) oder von dem in Rom tätigen Arzt Galen (um 130 – ca. 200 n. Chr.). Das Werk des Kriegstheoretikers Vegetius (Ende des 4. Jh.) wurde noch im Mittelalter sehr geschätzt; darin  meinte er, dass Völker, die nahe der Sonne leben, zwar weiser seien, aber es ihnen an Tapferkeit fehle, die des Nordens seien tapferer und daher besser für den Krieg geeignet, aber ungestüm und nicht besonders intelligent, die Bewohner der wohltemperierten Mittelzone verfügten über gerade das richtige Maß an Tapferkeit und Weisheit und seien bestens im Heer einsetzbar.
Islamische Gelehrte folgten der antiken Humoralpathologie. Sie glaubten, ein Überschuss an Hitze oder Kälte würde das Gleichgewicht der Körpersäfte stören und Erscheinungsbild, Verhalten, Gewohnheiten und Denken nachteilig beeinflussen. In gemäßigten Regionen – aus ihrer Sicht die im zentralen vierten Klima – hingegen würden Erscheinungsbild und Fähigkeiten der Menschen gefördert. Die Ansichten darüber, welche Städte und Regionen im vierten und zuträglichsten Klima lagen, variierten je nach Autor, sie reichten von Samarkand bis Nordafrika.
Im Mittelalter lebten die Ideen von astrologischen oder durch natürliche Faktoren wirksamen Einflüssen auf Körper und Seele fort. Die Vorstellung einer Determinierung von so etwas wie einem Volkscharakter durch Klimazonen blieb bis in die Neuzeit hinein wirkmächtig, wobei ihre Vertreter dazu neigten, die Grenzen der Zone, die mit optimalen Charaktereigenschaften einhergehen sollte, in Richtung ihres Lebensmittelpunktes zu verschieben.